# Гиппофой (сын Лефа)
Гиппофой (др.-греч. Ἱππόθοος «резвоконный») — персонаж древнегреческой мифологии. Сын Лефа (либо сын Пеласга, то есть сын пеласга Лефа). Вождь пеласгов. Из Ларисы, союзник Трои во время Троянской войны.
Убит Эантом Теламонидом.